# Bolo-rei
Bolo-rei, bolo de reis ou bolo de Natal é um bolo festivo em forma de coroa, que faz parte da tradição portuguesa, e que se come tipicamente na Quadra Natalícia e Dia de Reis. O seu nome alude aos três reis magos.
De forma redonda, com um grande buraco no centro, é feito de uma massa branca e fofa enriquecida com ovos e muitas vezes licores ou vinhos, misturada com passas, frutos secos e frutas cristalizadas. 
Antigamente, no interior do bolo, encontravam-se também uma fava seca e um pequeno brinde, normalmente feito de metal. Quem encontrasse uma fava na fatia que comesse, teria o dever de pagar o próximo bolo-rei, por outro lado se calhasse o brinde, a pessoa que o encontrasse seria brindada com "boa sorte". Consta que havia ainda quem colocasse nos bolos pequenas adivinhas, cuja recompensa seria meia libra de ouro, ou mesmo as próprias moedas de ouro, como forma de presentear a quem se oferecia o bolo.

## História
A origem do bolo de reis remonta ao tempo dos festejos romanos de Saturnália. Estes tinham por hábito eleger o "rei da festa" durante os banquetes comemorativos, o que era feito colocando uma fava seca (símbolo da fecundidade) numa doce torta redonda, que quem achasse se convertia no rei da fava ou rei da festa. A Igreja Católica aproveitou o facto daquele jogo pagão ser característico do mês de Dezembro e decidiu reconvertê-lo e relacioná-lo com a Natividade e com uma Epifania (a primeira das quais ficou conhecida como Dia de Reis), ou seja, com os dias 25 de Dezembro e 6 de Janeiro. A influência da Igreja Católica na Idade Média determinou que esta última data fosse simbolizada por uma fava introduzida num bolo, mas cuja receita se desconhece atualmente.
O bolo de reis no seu formato atual surgiu na corte de Luís XIV, em França, para as festas do Ano Novo e do Dia de Reis. Vários escritores da época escreveram sobre esta iguaria, até mesmo Jean-Baptiste Greuze a celebrou num famoso quadro com o nome Gâteau des rois. Com a Revolução Francesa em 1789 o bolo de reis foi proibido, no entanto os pasteleiros, que não quiseram perder o negócio, em vez de o eliminarem decidiram continuar a confecioná-lo mudando-lhe o nome durante o período revolucionário para Gâteau des Sans-culottes.
Segundo esta tradição francesa, eram incluídos no bolo uma fava seca e um brinde de porcelana, normalmente uma figura da natividade do presépio. A quem calhasse a fava era considerado o rei ou rainha da festa, com direito a usar uma coroa de circunstância e poderia pedir um desejo, mas também deveria pagar o próximo bolo. A partir de 1870 as favas secas foram progressivamente substituídas por favas de porcelana e mais tarde por gatos e outros objetos considerados de "boa sorte", incluindo mais recentemente alguns feitos de plástico. 

### Em Portugal
O bolo de reis popularizado em Portugal no século XIX segue uma receita originária do sul de Loire, um bolo em forma de coroa feito de massa leveda. Tanto quanto se sabe, a primeira casa onde se vendeu em Portugal foi a Confeitaria Nacional, em Lisboa, por volta de 1869-1870. O responsável foi o afamado confeiteiro francês Gregoire (Gregório, como ficou conhecido), recrutado em Paris por Baltasar Rodrigues Castanheiro Júnior, que adaptaram e utilizaram uma receita trazida da capital francesa. Aos poucos, outras confeitarias da cidade passaram também a fabricar o bolo-rei, originando assim várias versões diferentes. No Porto, o bolo-rei foi introduzido em 1890, por iniciativa da Confeitaria Cascais, segundo uma receita que o proprietário, Francisco Júlio Cascais, também trouxera de Paris. As receitas cruzariam mais tarde o Atlântico para chegarem ao Brasil onde similarmente virou tradição.
Com a proclamação da república, em 5 de Outubro de 1910, a existência do bolo-rei ficou em risco por causa do nome conter a palavra "rei". De acordo com a lógica vigente, deixando este símbolo (o rei) de existir na hierarquia nacional, também no nome do bolo deveria ser alterado. Os pasteleiros ou confeiteiros, partindo mais uma vez do princípio de que "negócio é negócio e política é política", continuaram a fabricar o bolo sob outra designação; a Confeitaria Nacional chamou-o de "bolo nacional", muitos chamaram-lhe "bolo de Natal" ou "bolo de Ano Novo", e alguns menos imaginativos deram-lhe o nome de "ex-bolo-rei". Descontentes com estas designações, alguns republicanos criaram outras denominações como "bolo-presidente", "bolo republicano" ou mesmo "bolo-Arriaga", em relação ao primeiro Presidente da República portuguesa.
Hoje em dia o bolo-rei começa a ser produzido em Novembro e Dezembro com o começo da época Natalicia, tradicionalmente por padarias e pastelarias, mesmo que é comum também ser produzido por supermercados em Portugal.
Tradicionalmente o bolo-rei era confecionado e vendido com fava seca e brinde no interior. No entanto, em 1999, Portugal começou a limitar a inclusão destes ‘extras’ nas doçarias, quando entrou em vigor o decreto-lei n.º 158/99, de 11 de maio. O artigo 4.º proibiu “a comercialização de géneros alimentícios que contenham brindes misturados” em Portugal, dando (no número 3 do mesmo) uma exceção ao bolo-rei “por razões de reconhecida tradição cultural”. Porém, o sistema jurídico português acabou por rever esta lei, poucos anos mais tarde, por causa do disposto no artigo 28.º do Tratado de Roma e da necessidade de evitar a criação de obstáculos à livre circulação de bens e serviços dentro do mercado interno. A ressalva do bolo-rei desapareceu no decreto-lei n.º 291/2001, de 20 de novembro. Actualmente pode ter brindes, desde que não representem riscos para a segurança dos consumidores (asfixia, obstrução gástrica, etc.).

## Variantes do bolo

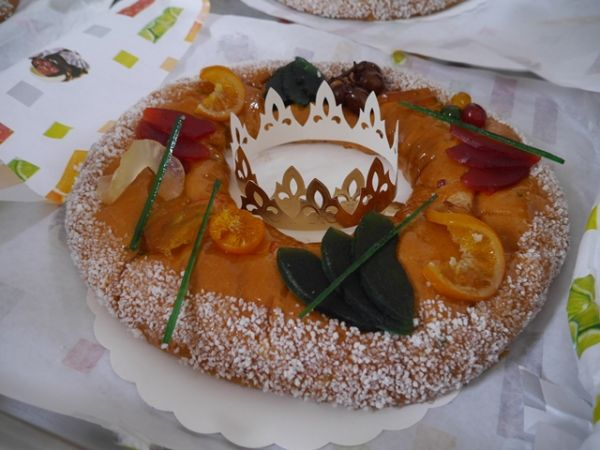
Gâteau des rois (França).
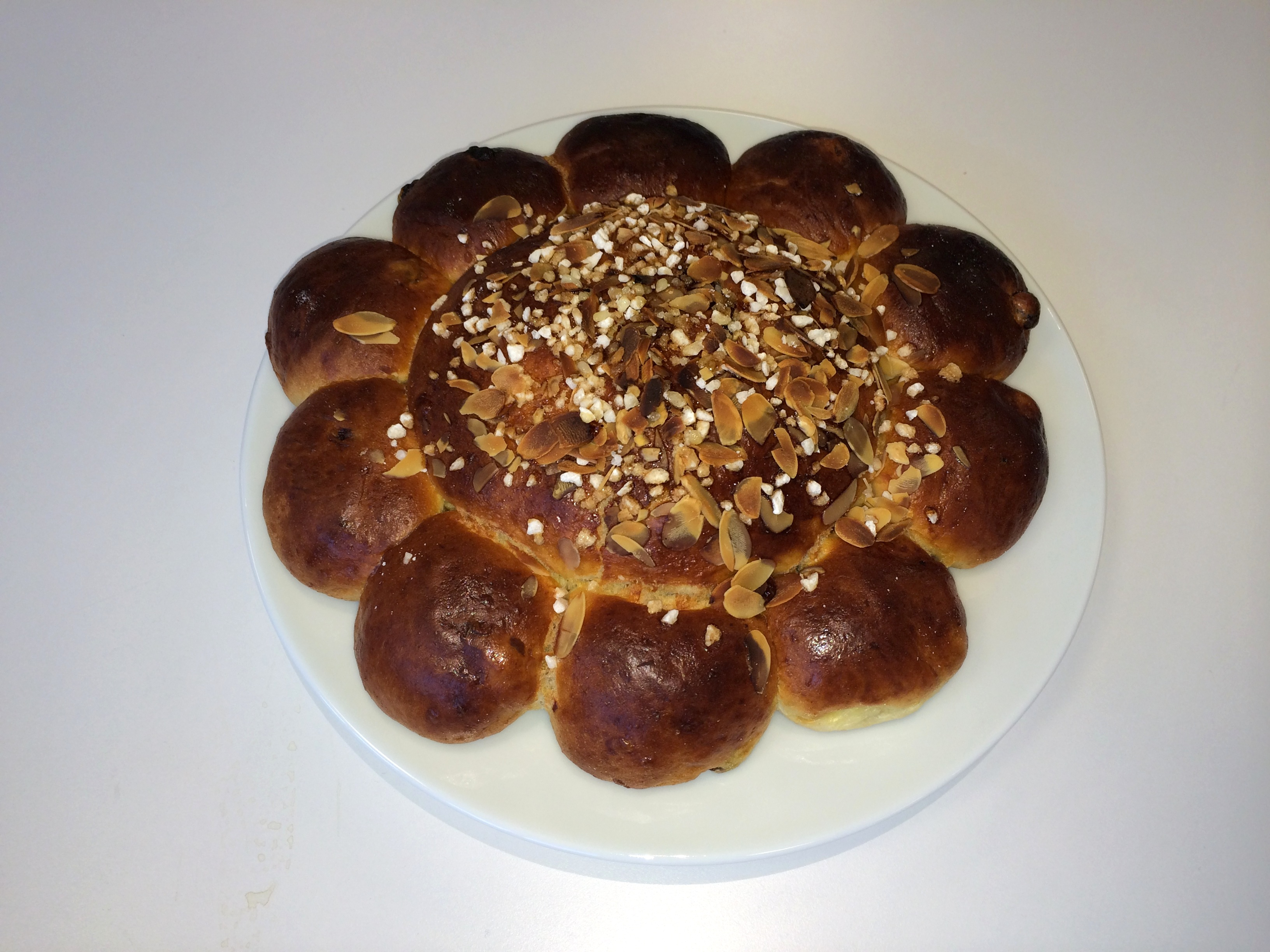
Dreikönigskuchen (Suíça).
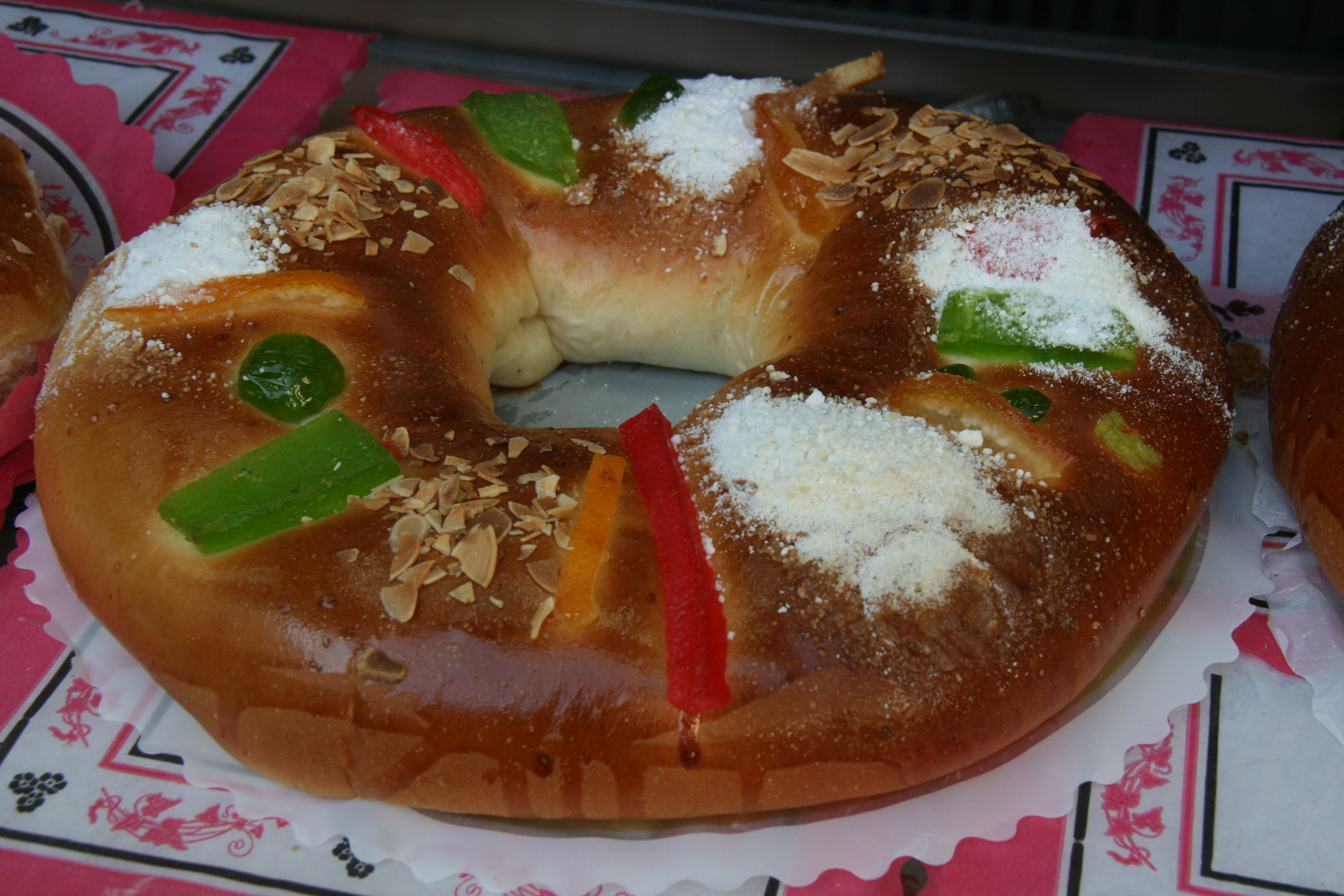
Roscón de reyes (Maiorca).
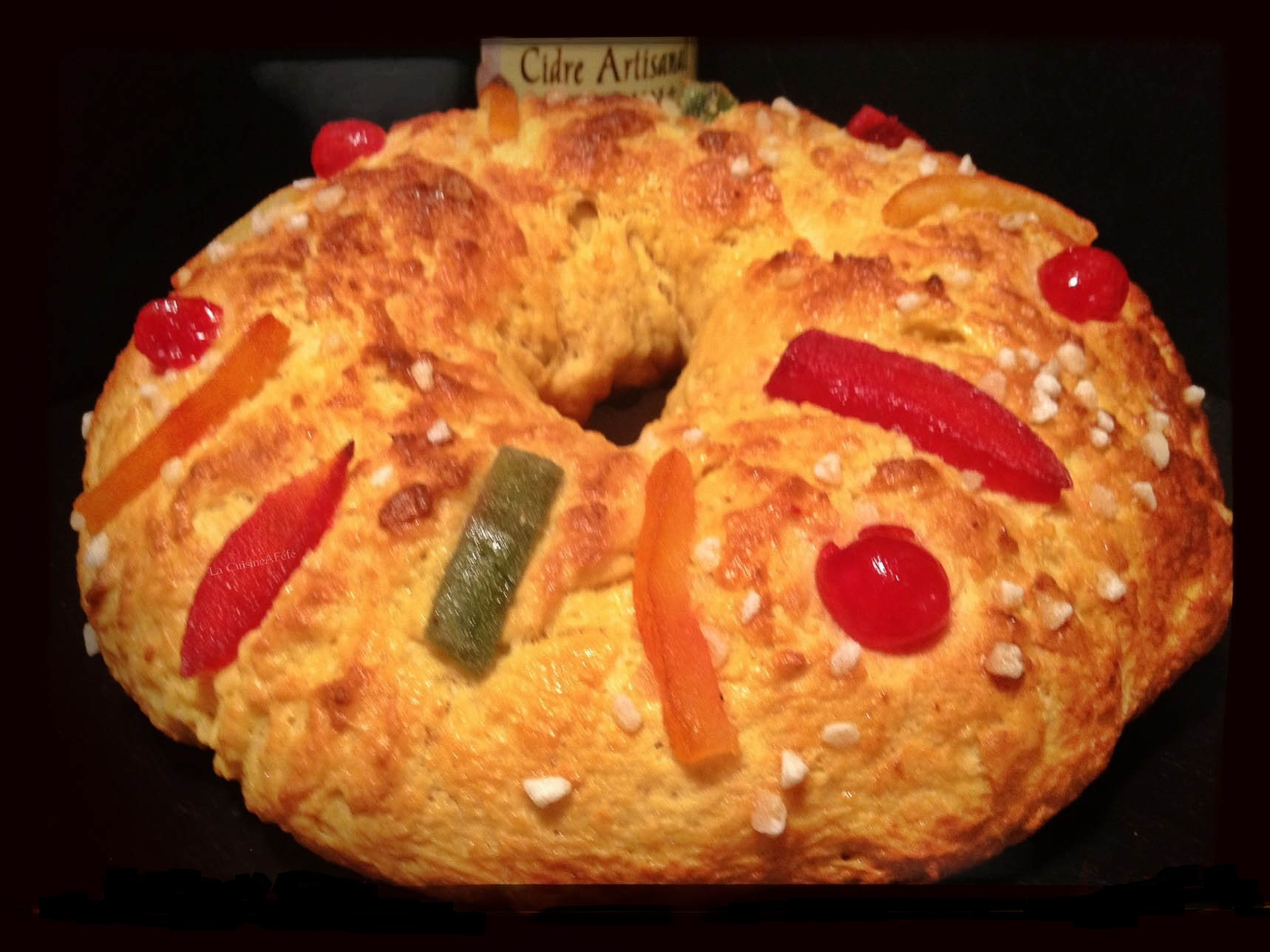
Brioche des rois (Alpes provençais).
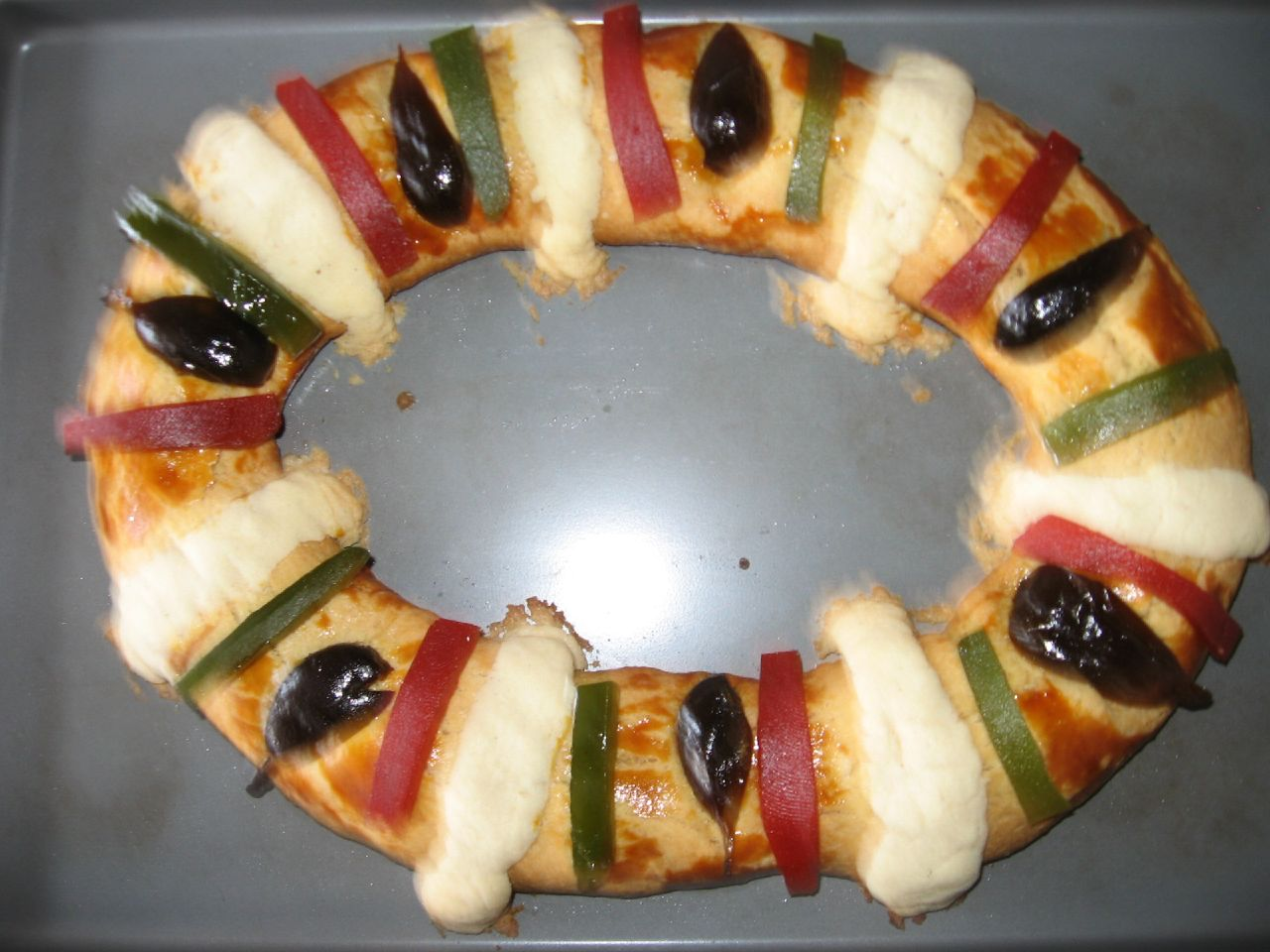
Rosca de reyes (México).
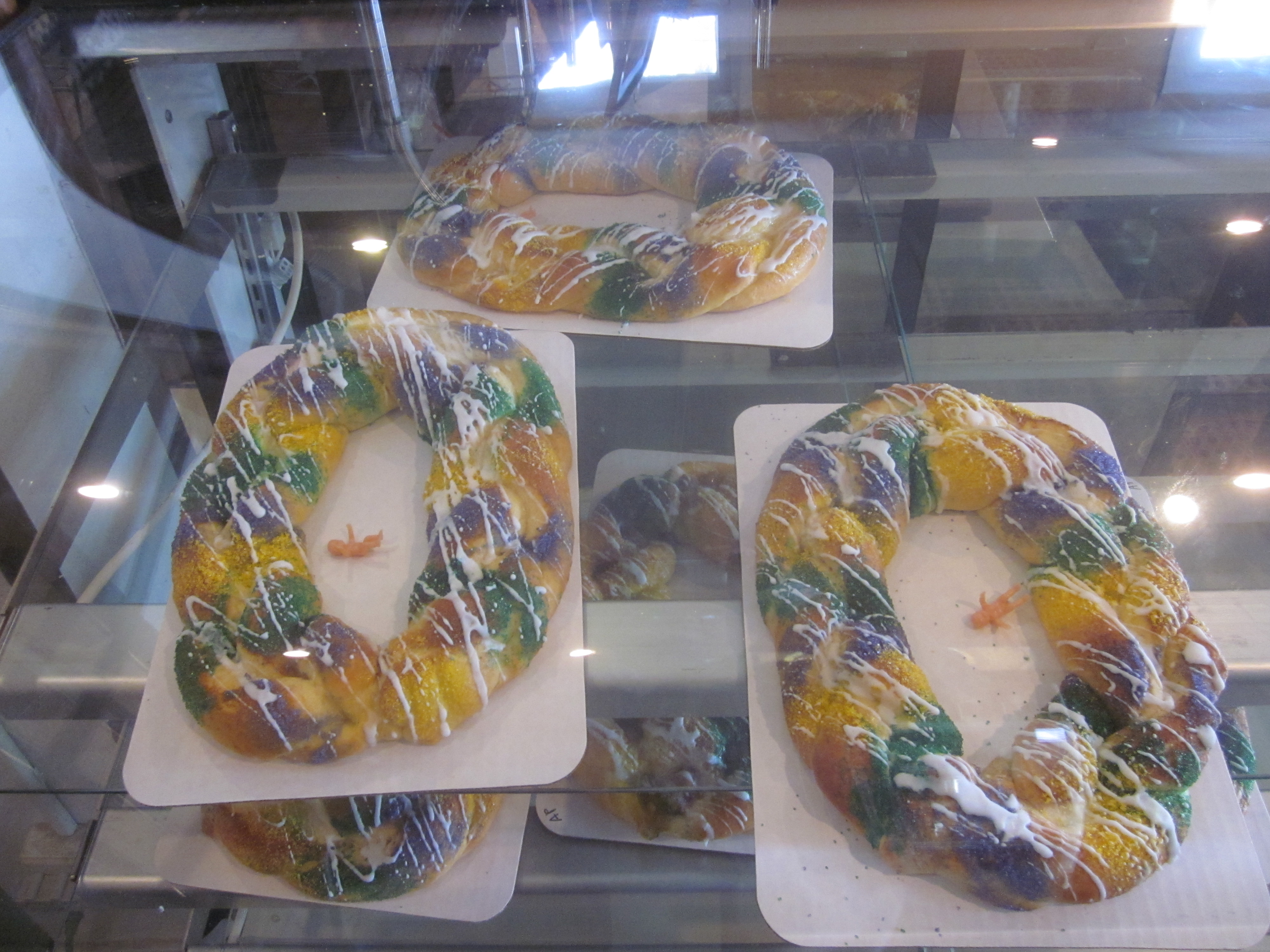
King Cake (Nova Orleães, Luisiana).
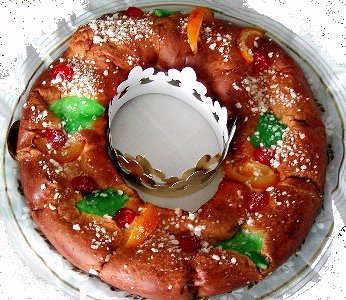
Tortell de reis (Catalunha).
Bolo-rainha, uma versão do bolo-rei ornamentada apenas com frutos secos (Portugal).